# Hnatkiv, Tomașpil
Hnatkiv (în ucraineană Гнатків) este localitatea de reședință a comunei Hnatkiv din raionul Tomașpil, regiunea Vinnița, Ucraina.

## Demografie
Componența lingvistică a localității Hnatkiv
     Ucraineană (99,28%)
     Alte limbi (0,68%)
Conform recensământului din 2001, majoritatea populației localității Hnatkiv era vorbitoare de ucraineană (99,28%), existând în minoritate și vorbitori de alte limbi.